# Skłon antygrawitacyjny
Skłon antygrawitacyjny (ang. anti-gravity lean) – jeden z układów tanecznych Michaela Jacksona. Polegał on na głębokim pochyleniu się do przodu bez odrywania stóp od ziemi. Po raz pierwszy artysta wykonał go do swojego teledysku „Smooth Criminal” w 1987 roku. W bardzo szybkim tempie ten krok taneczny stał się jednym z jego znaków rozpoznawczych.

## Historia
Michael Jackson po raz pierwszy przedstawił ten taniec w swoim teledysku „Smooth Criminal” z 1987 roku. Aby go wykonać artysta używał początkowo uprzęży i linek, a później specjalnych butów i wysuwanych zaczepów. Ten pomysł piosenkarz zaczerpnął z przygotowań astronautów do pracy w warunkach nieważkości.

## Technika działania
Michael Jackson potrafił jednocześnie pochylić się pod kątem 45 stopni i utrzymać całe ciało w prostej linii. Król Popu używał do tej sztuczki specjalnych butów z wycięciem w obcasie, które zahaczały o przygotowane wcześniej zaczepy na scenie.